# Vol Aeroflot 68

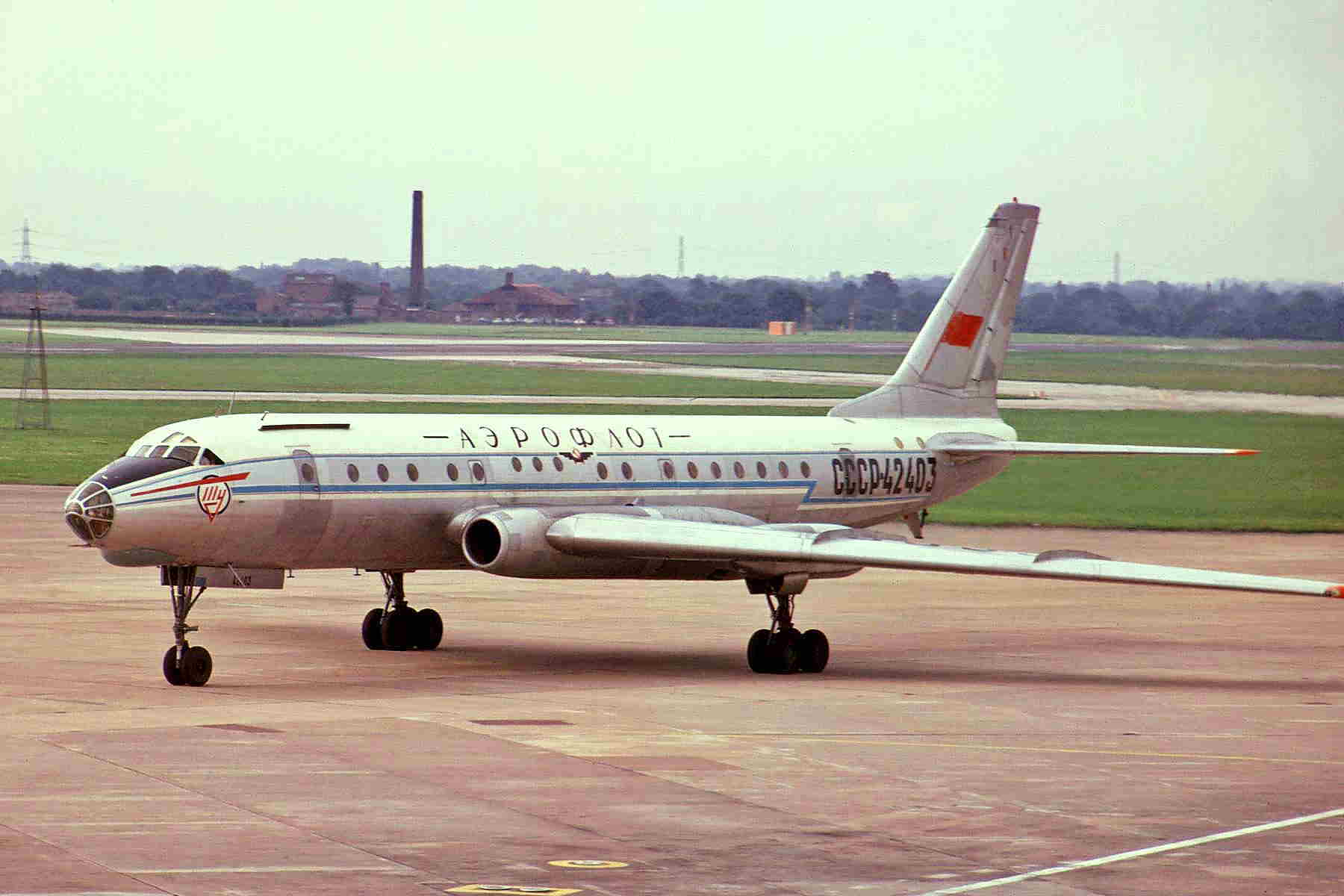
СССР-42403, un Tupolev Tu-104B similaire à l'avion accidenté

Le vol Aeroflot 68 est un vol régulier de passagers opéré par Aeroflot de l'Aéroport de Khabarovsk dans le kraï de Khabarovsk à l'aéroport Pulkovo à Saint-Pétersbourg avec des escales intermédiaires à l'aéroport Tolmachevo à Ob en Russie, puis à l'aéroport Koltsovo à Iekaterinbourg. Le 16 mars 1961, le Tupolev Tu-104B opérant ce vol s'écrase peu après le décollage de l'aéroport Koltsovo en raison d'une panne moteur. Deux membres d'équipage et trois passagers ainsi que deux personnes au sol périssent.
La Commission d'enquête sur les accidents aériens conclut que la cause de l'accident est la défaillance du moteur n° 2 (droite) en raison d'une aube de turbine cassée.

## Accident

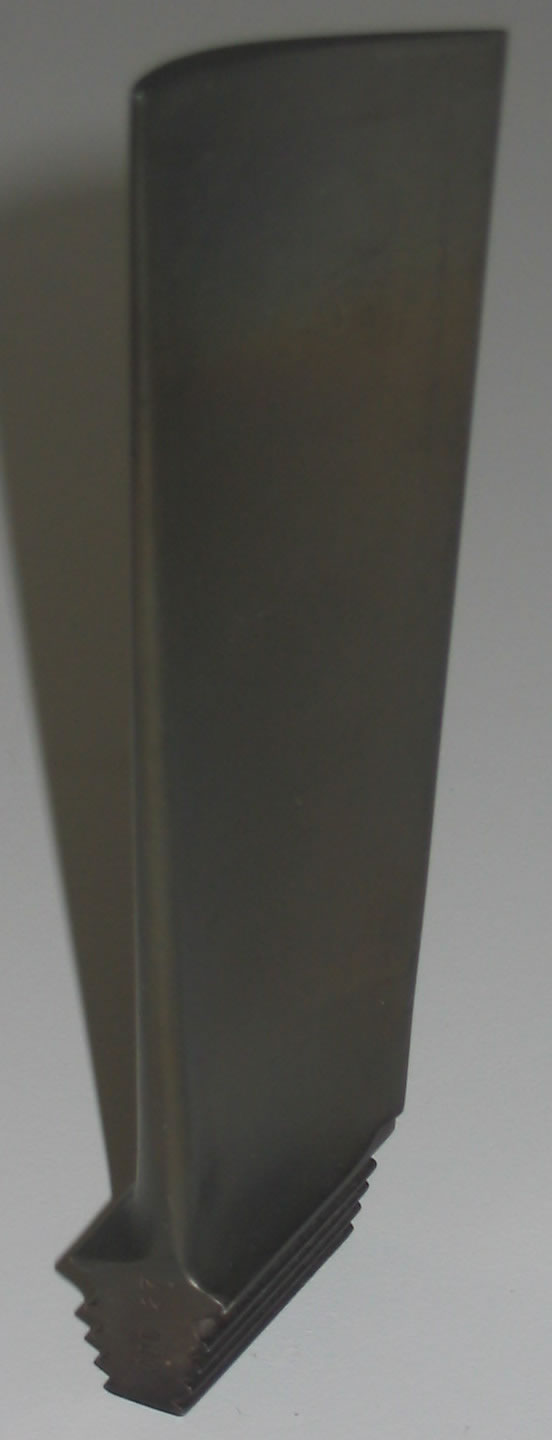
Un exemple d'aube de turbine turbojet. L'aube de l'avion accidenté se fracture à sa base, montrée ici en bas de cette image

Après le décollage de l'aéroport Koltsovo, en montant à une altitude de 140 mètres alors que l'équipage réduit la puissance du moteur par rapport à la configuration de décollage, le moteur n° 2 commence à vibrer fortement.
L'équipage n'est pas sûr de quel moteur est en panne et ne peut pas utiliser les instruments moteurs car le panneau d'instruments vibre violemment. Un membre de l'équipage décide de réduire la puissance du moteur n° 1 dans une tentative de déterminer s'il est la source des secousses, mais il tire involontairement le levier des gaz trop loin en arrière, arrêtant ce moteur. Sans aucun moteur fonctionnant, l'avion commence à descendre rapidement et l'équipage décide qu'il n'y a pas assez d'altitude pour redémarrer le moteur n° 1.
Cherchant un endroit approprié pour atterrir, l'équipage choisit de faire un atterrissage d'urgence sur un étang gelé à 9,200 mètres de l'aéroport. Virant à 90 degrés à droite et descendant, l'équipage s'aligne pour l'atterrissage à grande vitesse avec les volets et le train d'atterrissage rétractés.
Passant sous une ligne électrique aérienne et la sectionnant avec la dérive, le Tupolev frappe d'abord la glace avec son aile gauche, puis s'écrase sur la glace en parcourant 870 mètres avant d'atteindre le rivage. Toujours en mouvement à grande vitesse, l'avion heurte des arbres près du rivage et continue, détruisant une partie du rez-de-chaussée d'une maison de vacances à deux étages, tuant deux personnes à l'intérieur.
La plus grande partie de l'aile droite est arrachée de l'avion et reste dans la maison. Simultanément, l'aile gauche heurte une autre maison, arrachant la moitié de l'aile et provoquant la destruction complète de la maison. L'avion continue, heurtant d'autres arbres, et s'immobilise à 350 mètres de l'étang et à 1,220 mètres du contact initial avec la glace. Il n'y a pas d'incendie et le fuselage se brise en trois grandes parties, restant proches les unes des autres sur le site de l'accident,,.

## Avion
La construction du Tupolev Tu-104B impliquée, numéro de série 920805, est achevée à l'usine de fabrication d'avions de la Kazan Aircraft Production Association le 24 juillet 1959. Le 4 août 1959, le Tupolev est acquis par Aeroflot. Au moment de l'accident, l'avion avait accumulé un total de 1,600 heures de vol et 789 cycles de décollage et atterrissage,,.

## Enquête
La Commission d'enquête sur les accidents aériens, en examinant l'épave, découvre que le moteur n° 2 subit une défaillance contenue et détermine que la cause principale de l'accident est la fracture de l'aube n° 54 au deuxième étage de la section turbine. Cette aube subit une fissure de fatigue le long de la première rainure du verrouillage de l'aube et se détache du moyeu de la turbine à grande vitesse, causant d'énormes dommages au moteur. La Commission cite également une erreur de l'équipage en éteignant le moteur n° 1 comme un facteur secondaire de l'accident,.
Des agents du bureau de conception de Tupolev et du fabricant du moteur déclarent que, parce que la défaillance du moteur est contenue, l'avion aurait pu retourner à l'aéroport avec un seul moteur. Sur la base de cette opinion, leur position est que l'arrêt accidentel du moteur n° 1 est la principale raison de l'accident,.